# D. J. 피터슨 (야구 선수)
D. J. 피터슨(D. J. Peterson, 본명: 더글라스 앤서니 "D. J." 피터슨, Douglas Anthony "D.J." Peterson, 1991년 12월 31일 ~)은 미국의 전직 프로 야구 3루수이다. 뉴멕시코 대학교에서 2013년 메이저 리그 베이스볼 드래프트 1라운드에서 시애틀 매리너스 전체 12순위로 드래프트되었으며, 프로그램 역사상 가장 높은 드래프트를 받은 선수가 되었다. 시애틀 매리너스, 시카고 화이트삭스, 신시내티 레즈의 40인 명단에서 시간을 보냈음에도 불구하고 그는 메이저 리그 베이스볼(MLB)에서 한 번도 뛰지 않았다.